# Wax Fang
Wax Fang es un grupo estadounidense de rock formado en Louisville, Kentucky en 2005 por Scott Carney y Jacob Heustis.
Su estilo musical incluye variedades que combinan la música clásica con la psicodélica, progresiva y folk.

## Trayectoria

### Black And Endless Night
En diciembre de 2005 publicaron su primer LP: Black & Endless Night siendo grabado como álbum en solitario por Scott Carney. Posteriormente Heustis (bajo) y Kevin Ratterman (batería) empezaron a actuar junto a él bajo el nombre de "Wax Fang and Black & Endless Night" con su propio sello discográfico: Don't Panic Records.

### La La Land
En otoño de 2006 realizaron una gira junto a My Morning Jacket con los que actuaron en navidades del mismo año como teloneros en San Francisco, California. Aquel año también firmarían contrato con Ardent Studios con los que grabaron su segundo trabajo en 2007: La La Land.
En 2009 actuaron en los festivales: South by Southwest, Summerfest y Wakarusa.
En febrero de 2010 volvieron a cambiar de discográfica bajo el sello de Absolutely Kosher Records. En mayo realizaron una gira por Reino Unido dónde actuaron en festivales como All Tomorrow's Parties, The Dot To Dot Festival, The Great Escape Festival, y Stag & Dagger Festival. También ofrecieron una sesión musical en BBC Radio 1.
Uno de los sencillos del álbum: Majestic obtuvo notoriedad tras sonar en el episodio Lost in Space de la serie American Dad, el propio Carney reinterpretó el sencillo.

### The Astronaut
En octubre de 2010 publicaron The Astronaut (Part 1), sencillo digital de diecisiete minutos de duración. El grupo organizó un concierto junto a My Morning Jacket en el KFC Yum! Center para celebrar el lanzamiento del sencillo.
En noviembre de 2011 realizaron otra gira, esta vez junto a Dr. Dog.
Aquel mismo año, Ratterman declaró que dejaría el grupo.

### Mirror, Mirror EP
En agosto de 2012 la revista Spin anunció la publicación del siguiente proyecto: Mirror, Mirror A través de su website estuvo disponible el videoclip, el cual fue producido por Carney y Heustis.
Al año siguiente, el mismo medio volvió a informar sobre la grabación del sencillo digital: The Blonde Leading The Blonde. El 22 de mayo se publicó el vídeo musical.
El 30 de agosto de 2013 presentaron King of the Kingdom of Man desde MTV Hive.